# کاپیتول ایالت داکوتای شمالی

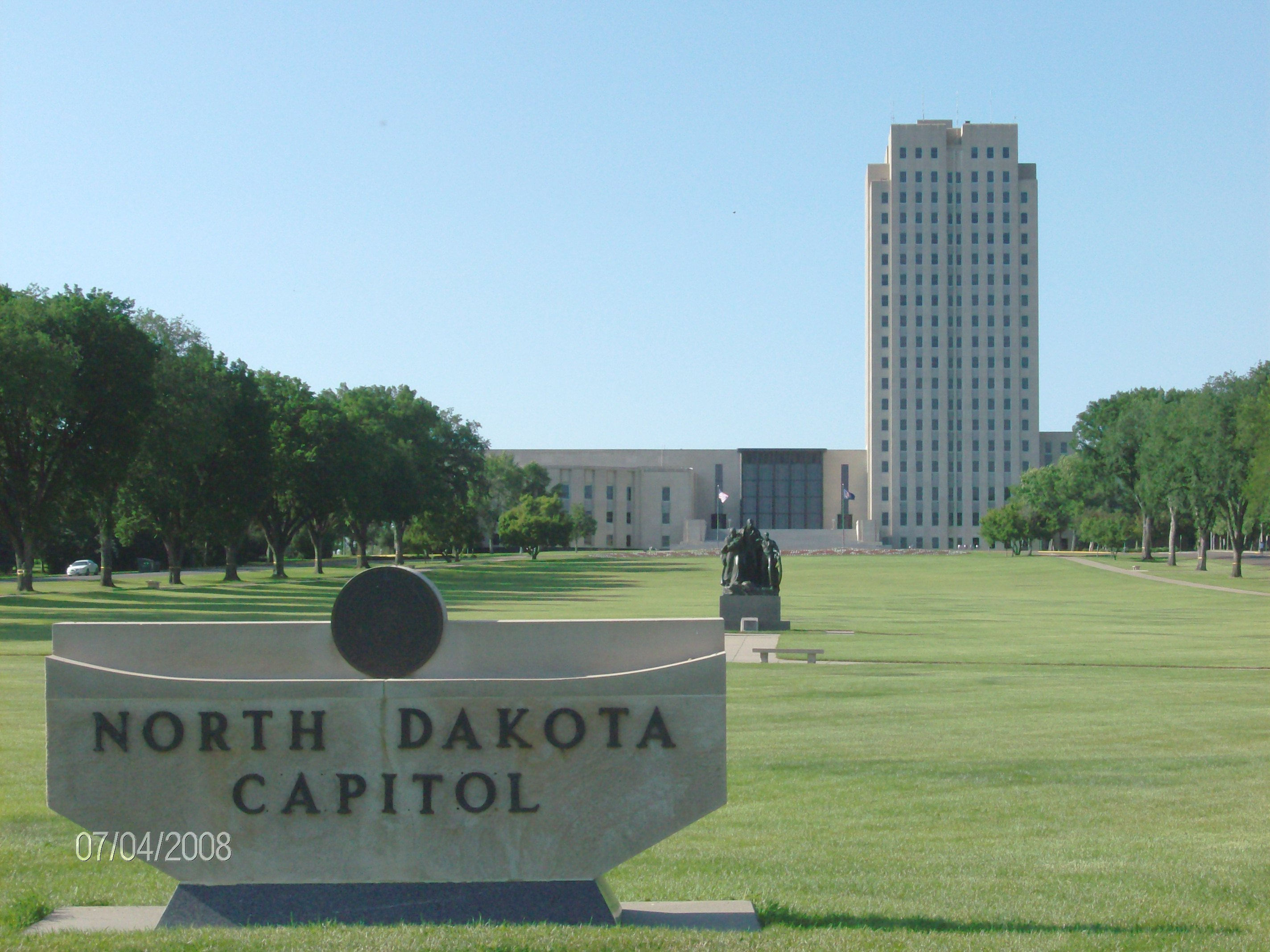

ساختمان پایتخت ایالت داکوتای شمالی (North Dakota State Capitol) بنایی است که شاخه مقننه دولت داکوتای شمالی در آن قرار دارد.
بنای کنونی در سال ۱۹۳۱ (پس از آتش سوزی بنای قبلی) ساخته گردید و در بیسمارک، داکوتای شمالی قرار دارد.
این بنا هم خانه مجلس عوام است هم مجلس سنای ایالت.